# Симанто (посёлок)
Симанто (яп. 四万十町 Симанто-тё:) — посёлок в Японии, находящийся в уезде Такаока префектуры Коти. Площадь посёлка составляет 642,09 км², население — 17 489 человек (1 августа 2014), плотность населения — 27,24 чел./км².

## Географическое положение
Посёлок расположен на острове Сикоку в префектуре Коти региона Сикоку. С ним граничат город Симанто и посёлки Накатоса, Цуно, Юсухара, Куросио, Кихоку, Мацуно.

## История
20 марта 2006 года поселок Кубогава, поселок Тайсё и деревня Това были объединены в поселок Симанто.

## Население
Население посёлка составляет 17 489 человек (1 августа 2014), а плотность — 27,24 чел./км². Изменение численности населения с 1980 по 2005 годы:
| 1980 | 26 438 чел. |  |
| 1985 | 25 622 чел. |  |
| 1990 | 24 226 чел. |  |
| 1995 | 23 081 чел. |  |
| 2000 | 21 844 чел. |  |
| 2005 | 20 527 чел. |  |